# Campeonato Argentino de Futebol de 1944
O Campeonato Argentino de Futebol de 1944 foi a décima quarta temporada da era profissional da Primeira Divisão do futebol argentino. O certame foi disputado em dois turnos de todos contra todos, entre 16 de abril e 26 de novembro. O Boca Juniors sagrou-se campeão argentino, pela décima segunda vez.

## Participantes
| Equipe             | Cidade       |
| ------------------ | ------------ |
| Atlanta            | Buenos Aires |
| Banfield           | Banfield     |
| Boca Juniors       | Buenos Aires |
| Chacarita Juniors  | Buenos Aires |
| Estudiantes        | La Plata     |
| Ferro Carril Oeste | Buenos Aires |
| Huracán            | Buenos Aires |
| Independiente      | Avellaneda   |
| Lanús              | Lanús        |
| Newell's Old Boys  | Rosario      |
| Platense           | Buenos Aires |
| Racing Club        | Avellaneda   |
| River Plate        | Buenos Aires |
| Rosario Central    | Rosario      |
| San Lorenzo        | Buenos Aires |
| Vélez Sarsfield    | Buenos Aires |

## Classificação final
| Pos | Equipes            | J  | V  | E  | D  | GM | GS | Pts |
| --- | ------------------ | -- | -- | -- | -- | -- | -- | --- |
| 1   | Boca Juniors       | 30 | 19 | 8  | 3  | 82 | 41 | 46  |
| 2   | River Plate        | 30 | 17 | 10 | 3  | 68 | 43 | 44  |
| 3   | Estudiantes LP     | 30 | 16 | 7  | 7  | 66 | 43 | 39  |
| 4   | San Lorenzo        | 30 | 12 | 10 | 8  | 61 | 49 | 34  |
| 5   | Independiente      | 30 | 11 | 11 | 8  | 55 | 45 | 33  |
| 6   | Racing Club        | 30 | 13 | 6  | 11 | 56 | 55 | 32  |
| 7   | Huracán            | 30 | 13 | 5  | 12 | 80 | 72 | 31  |
| 7   | Atlanta            | 30 | 11 | 9  | 10 | 63 | 58 | 31  |
| 9   | Newell's Old Boys  | 30 | 10 | 7  | 13 | 63 | 62 | 27  |
| 9   | Vélez Sarsfield    | 30 | 10 | 7  | 13 | 45 | 49 | 27  |
| 9   | Rosario Central    | 30 | 9  | 9  | 12 | 50 | 56 | 27  |
| 12  | Platense           | 30 | 9  | 6  | 15 | 62 | 72 | 24  |
| 13  | Ferro Carril Oeste | 30 | 7  | 9  | 14 | 44 | 67 | 23  |
| 14  | Lanús              | 30 | 7  | 8  | 15 | 38 | 65 | 22  |
| 15  | Chacarita Juniors  | 30 | 6  | 9  | 15 | 43 | 69 | 21  |
| 16  | Banfield           | 30 | 4  | 11 | 15 | 47 | 77 | 19  |

|  |            |
|  | Campeão.   |
|  | Rebaixado. |

## Premiação
| Campeonato Argentino de Futebol de 1944 |
| --------------------------------------- |
| Boca Juniors Campeão (12° título)       |

## Goleadores
| Jogador | Jogador              | Gols | Equipe          |
| ------- | -------------------- | ---- | --------------- |
|         | Atilio Mellone       | 26   | Huracán         |
|         | Ángel Labruna        | 25   | River Plate     |
|         | Luciano Agnolín      | 21   | Atlanta         |
|         | Rinaldo Martino      | 21   | San Lorenzo     |
|         | Rubén Bravo          | 19   | Rosario Central |
|         | Roberto D'Alessandro | 19   | Racing Club     |
|         | Ricardo Infante      | 19   | Estudiantes     |